# Никагор (тиран Зелеи)
Никагор (др.-греч. Νικαγόρας) — тиран города Зелеи второй половины IV века до н. э.
Из сочинения античного автора Батона Синопского «История тиранов в Эфесе» (в передаче Афинея) известно, что Никагор был тираном Зелеи. В подражание Гермесу он носил жезл и сандалии с крылышками. По оценке Г. Берве, Никагор, считавший себя абсолютным правителем своего города, желал, чтобы его считали богом. Во время вторжения македонян под предводительством Александра Македонского в Азию он поддержал персидского царя Дария III. Арриан сообщал, что после победы в произошедшей в мае 334 года до н. э. битве при Гранике Александр помиловал выступивших против него под влиянием Никагора зелейцев. В городе был установлен демократический режим, а сам бывший правитель, как отметил и В. Хеккель, вероятно, был изгнан. По мнению Г. Берве, это сделал Александр Македонский, а по мнению М. М. Холода — сами зелейцы.